# Фола (Леко)
Фола је насеље у Италији у округу Леко, региону Ломбардија.
Према процени из 2011. у насељу је живело 14 становника. Насеље се налази на надморској висини од 265 м.